# Phortica latipenis
Phortica latipenis är en tvåvingeart som beskrevs av Chen och Gao 2006. Phortica latipenis ingår i släktet Phortica och familjen daggflugor. Inga underarter finns listade i Catalogue of Life.